# Racinoa signicosta
Racinoa signicosta is een vlinder uit de familie van de echte spinners (Bombycidae). De wetenschappelijke naam voor de soort is, als Ocinara signicosta, voor het eerst geldig gepubliceerd in 1911 door Embrik Strand.
De soort komt voor in het Afrotropisch gebied.